# Danville Fighting Saints
Die Danville Fighting Saints waren ein US-amerikanisches Eishockeyfranchise der All-American Hockey League aus Danville, Illinois. 

## Geschichte
Die Danville Fighting Saints nahmen zur Saison 1986/87 als eines von fünf Gründungsmitgliedern den Spielbetrieb in der All-American Hockey League auf. Zuvor hatte bereits eine Mannschaft aus Danville an der Vorgängerliga Continental Hockey League teilgenommen. In ihrer Premierensaison belegten die Fighting Saints zunächst den ersten Platz in der regulären Saison und gewannen in den Playoffs die AAHL-Meisterschaft. In den folgenden beiden Spielzeiten konnten die Fighting Saints nicht mehr an den Erfolg anschließen und stellten schließlich 1989 den Spielbetrieb ein, nachdem die All-American Hockey League zuvor aufgelöst worden war. 
Zuletzt spielte mit den Danville Wings von 1994 bis 2004 eine Mannschaft in den Juniorenligen North American Hockey League und United States Hockey League.  

## Saisonstatistik
Abkürzungen: GP = Spiele, W = Siege, L = Niederlagen, T = Unentschieden, OTL = Niederlagen nach Overtime SOL = Niederlagen nach Shootout, Pts = Punkte, GF = Erzielte Tore, GA = Gegentore, PIM = Strafminuten
| Saison  | GP | W  | L  | T | OTL | SOL | Pts | GF  | GA  | Platz    | Playoffs |
| 1986–87 | 31 | 21 | 10 | 0 | —   | —   | 42  | n/a | n/a | 1., AAHL | Meister  |
| 1987–88 | 35 | 15 | 20 | 0 | —   | —   | 30  | n/a | n/a | 5., AAHL |          |

(Anmerkung: Keine Daten zur Saison 1988/89 verfügbar)